# Unifacisa
O Centro Universitário Facisa (Unifacisa) é uma instituição de ensino superior privada, com fins lucrativos, fundada em 1999 no bairro Itararé, em Campina Grande, na Paraíba.
A universidade oferece 17 cursos, sendo que 9 possuem a nota máxima (5) na avaliação do MEC, e os outros possuem nota 4. A infraestrutura da universidade conta com 26 laboratórios, três bibliotecas, e um teatro com capacidade para 740 pessoas. Um hospital universitário tem data de inauguração prevista para 2020.